# St. Michael (Finström)

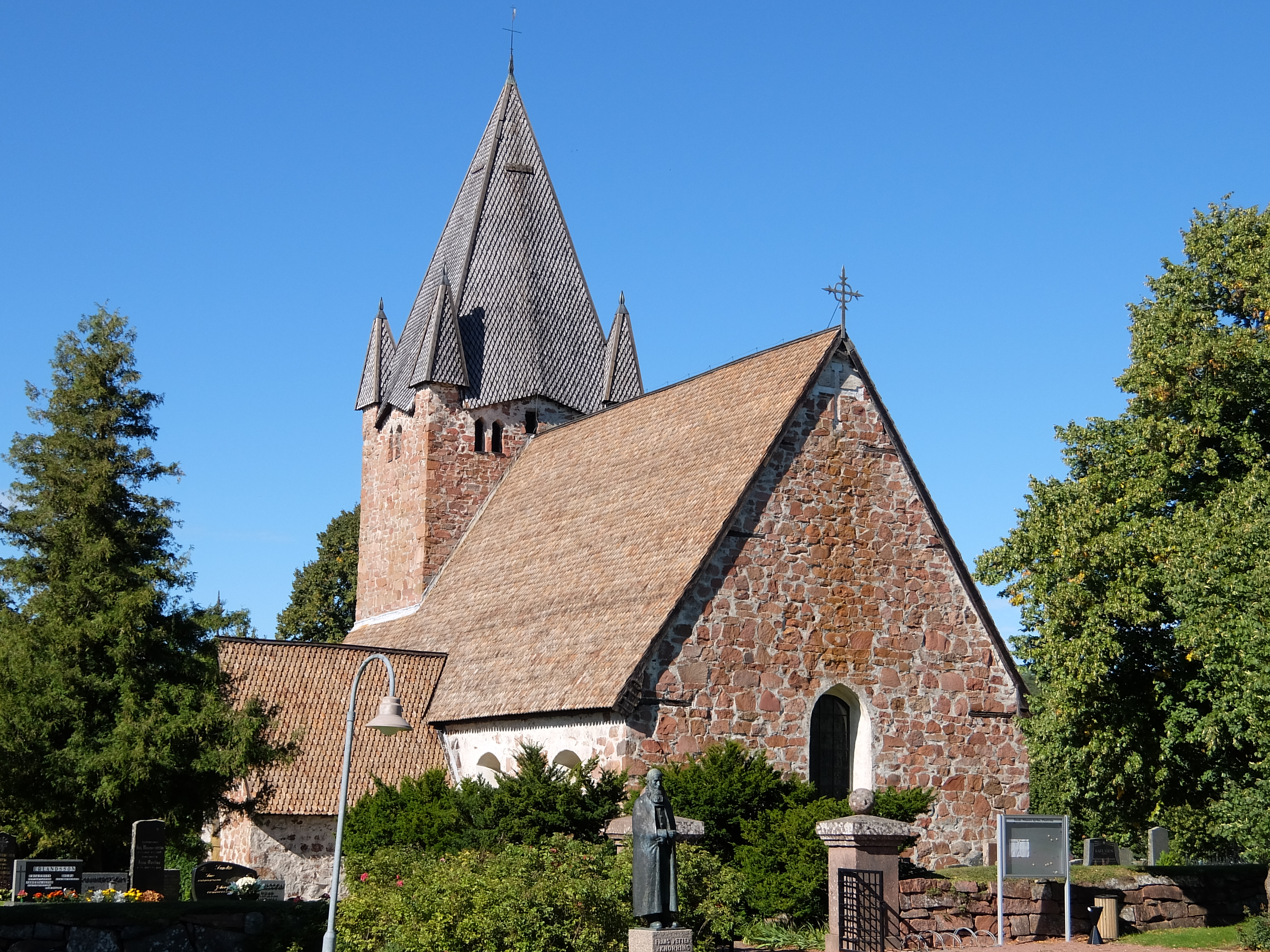
St. Michael

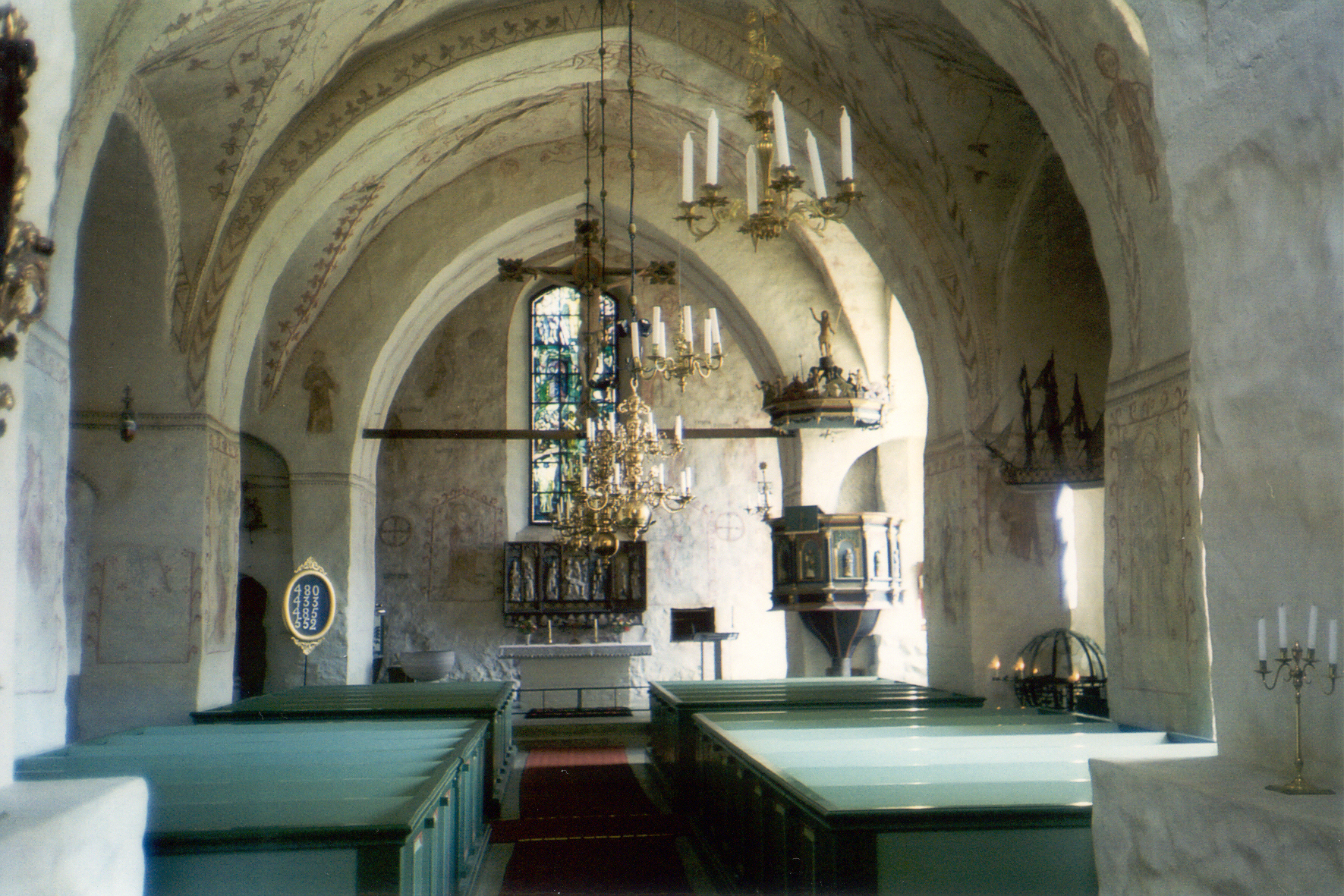
Innenraum

Die evangelisch-lutherische Kirche St. Michael in Finström auf der zu Finnland gehörenden Inselgruppe Åland ist eine mittelalterliche Kirche, deren Wurzeln bis ins 12. Jahrhundert reichen. Ihr heutiges Aussehen dürfte aus dem 15. Jahrhundert stammen. Im Inneren befinden sich zahlreiche mittelalterliche Einrichtungsgegenstände.

## Geschichte
Das Alter der St.-Michaels-Kirche ist schwierig zu bestimmen. Bei Ausgrabungen 1969–70 stieß man auf Reste einer Holzkirche, die aus dem Ende des 12. Jahrhunderts stammen dürften. Wann die Steinkirche errichtet wurde, ist unbekannt. Alles deutet darauf hin, dass es in der Mitte des 15. Jahrhunderts zu einem umfassenden Umbau der Kirche gekommen ist. Die oberen Teile des Langschiffes einschließlich der Gewölbe wurden 1450 fertiggestellt, gleichzeitig auch das Waffenhaus und die Sakristei. Der Turm entstand 1467.

## Ausstattung

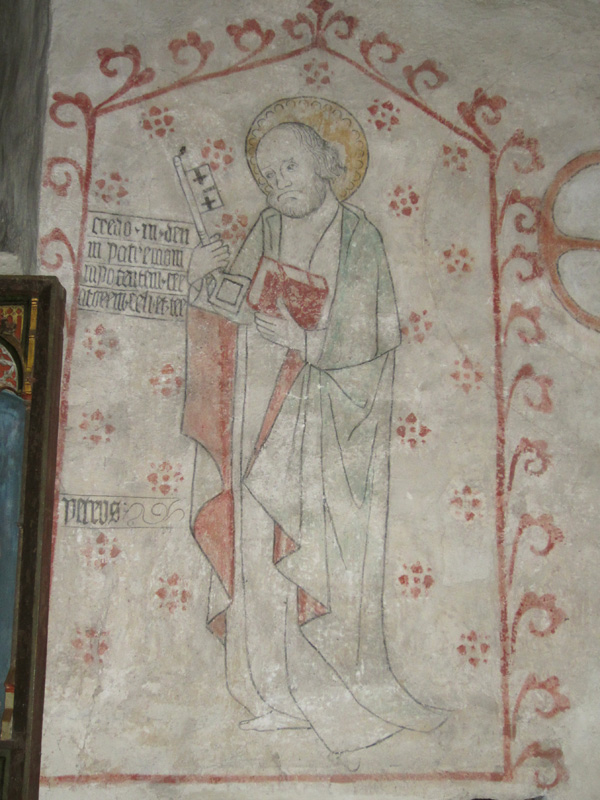
Apostel Petrus

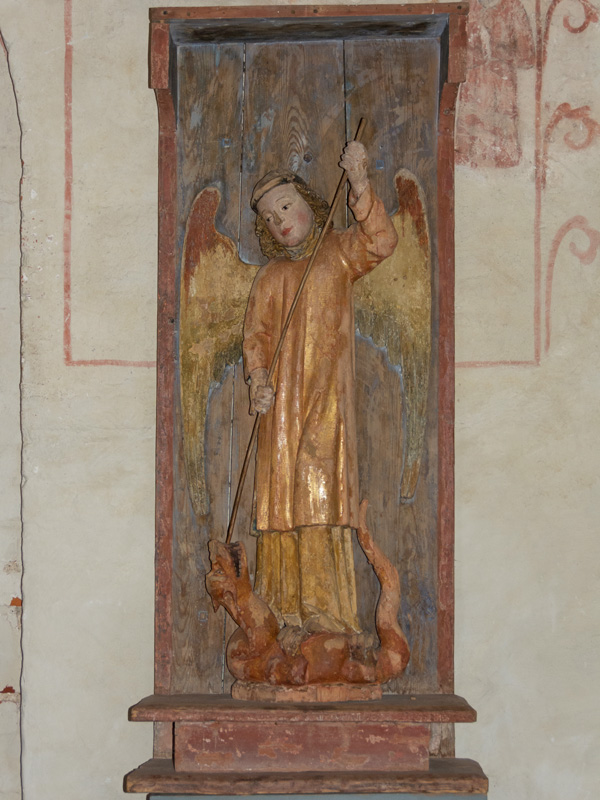
Sankt Michael

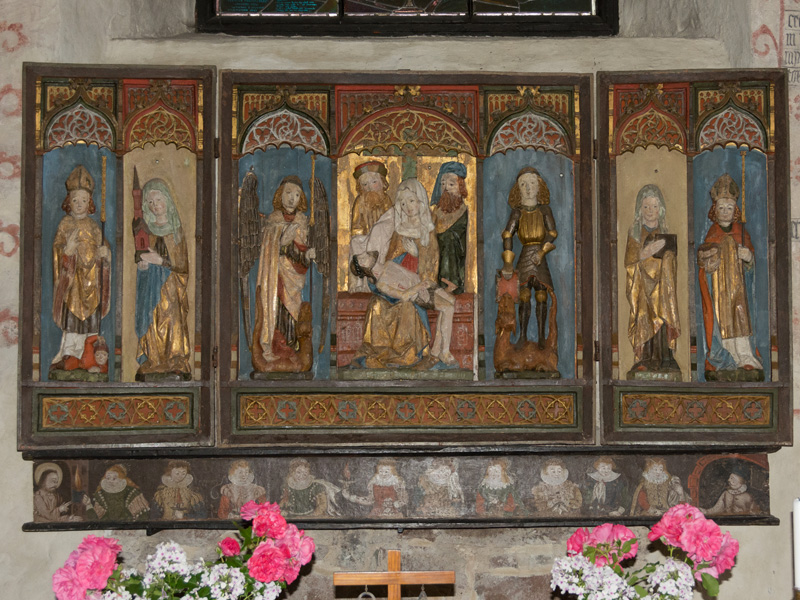
Altar

Die Wandgemälde wurden 1450 von verschiedenen Meistern gemalt. Fragmente älterer Kalkgemälde lassen sich an der Chorwand erahnen. Die Kalkgemälde sind ungewöhnlich gut erhalten und tragen zu der besonderen Schönheit und Stimmung in der Kirche bei. Zu sehen sind u. a. Apostel mit lateinischen Sätzen des Glaubensbekenntnisses („Apostelcredo“).
Mehrere Holzfiguren aus dem Mittelalter findet man an mehreren Stellen in der Kirche. Eine Skulptur von etwa 1180 mit einem dazugehörigen Schrein von 1230 stellt den Schutzheiligen Michael dar. Der übrige Kulturschatz stammt aus der Mitte des 15. Jahrhunderts, so eine weitere Skulptur des Erzengels Michael, des St. Antonius, des Schmerzenträgers und des St. Erik. Der hölzerne Kopf im Turmgewölbe wurde aus åländischer Kiefer um etwa 1185 geschnitzt.
Das Altarretabel ist von 1460. Die Hauptgruppe besteht aus einer Pietà, der tote Erlöser in den Armen seiner Mutter, Josef von Arimathäa und Nikodemus. Links wird die Gruppe von St. Michael, St. Ingrid aus Skännige und St. Henrik begleitet, rechts von St. Georg, St. Birgitta und St. Sigfried.
Das Triumphkreuz stammt vermutlich aus der ersten Hälfte des 15. Jahrhunderts.
Das Votivschiff wurde der Kirche von Bootsmännern aus dem Norden der Gemeinde 1688 geschenkt.
Die Kanzel aus dem Jahr 1703 ist achteckig und hat einen Schalldeckel.
Das Chorfenster besteht aus einem Glasgemälde mit dem Titel „Weltversöhnung“, ein Werk von Lennart Segerstråle von 1947.
Die Orgel im Chor wurde 1974 von Hans Heinrich gebaut. Die alte Orgel im Waffenhaus ist ein Unikat von 1768.